# Oncocnemis pernotata
Oncocnemis pernotata là một loài bướm đêm trong họ Noctuidae.